# カルロ・アントニオ・プロカッチーニ
カルロ・アントニオ・プロカッチーニ（Carlo Antonio Procaccini、Carlantonio Procacciniとも、1571年1月13日生まれ、1628年以降に没 ）は、イタリアの画家である。ミラノなどで働いたプロカッチーニ一族の画家の一人である。

## 略歴
ボローニャで、画家エルコーレ・プロカッチーニ(Ercole Procaccini il Vecchio: 1515-1595) の息子に生まれた 。異母兄のカミッロ・プロカッチーニ（Camillo Procaccini: 1561-1629)と弟のジュリオ・チェーザレ・プロカッチーニ(Giulio Cesare Procaccini: 1574-1625)も画家になった。
1580年代の終わりに、プロカッチーニ一族はボローニャからミラノに移り、1590年にカルロ・アントニオ・プロカッチーニがミラノにいたことを示す文書が残されている 。ミラノで結婚し1610年にはミラノのサン・ジョバンニ・イン・ラテラノ大聖堂の教区に住んだ。
父親の工房で父親や兄のカミッロのもよで修行し、宗教画も描いたが、パウル・ブリルやヤン・ブリューゲルのようなフランドルの画家のスタイルで、風景や花の画家としても知られている 。花環図(garland)も描いた。
1590年ころ兄弟たちとミラノの貴族、ピロ1世・ヴィスコンティ・ボッロメオ(Pirro I Visconti Borromeo)のライナーテの別荘(Nymphaeum)の装飾の仕事をした時、カルロ・アントニオは宗教画の背景の風景などを担当したと考えられている。
1598年ころミラノに近いコルベッタのフリージアニ邸に宗教画を描き、1604年からミラノ聖堂の装飾画を描いた。その後もミラノ周辺の教会などの祭壇画や装飾画を描いた。
カルロ・アントニオ・プロカッチーニの没年は不明で、1628年以降、おそらくペストが流行した1630年に亡くなったのではないかと考えられている。
息子のエルコーレ・プロカッチーニ・イル・ジョーヴァネ(Ercole Procaccini il Giovane: 1605–1680)も画家になった。

## 作品

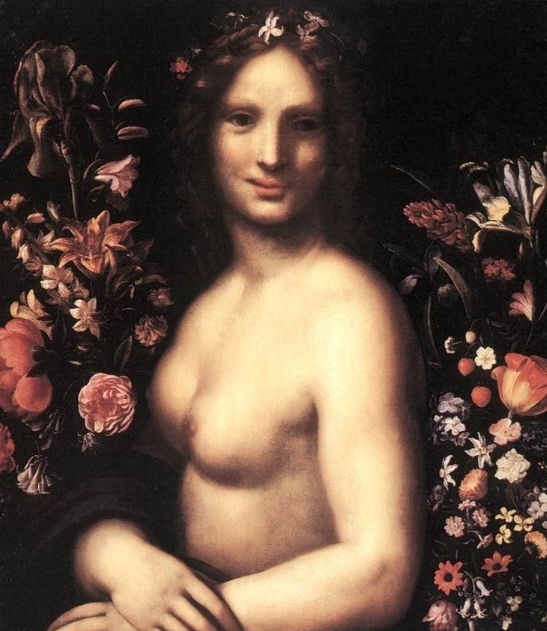
フローラ（裸身のモナ・リザ）(c.1600) アッカデミア・カッラーラ
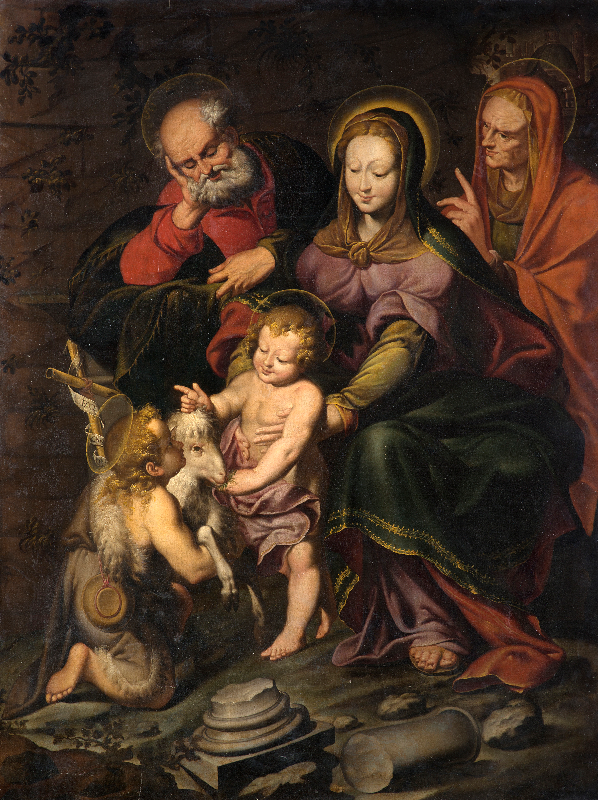
聖家族と聖ヨハネ (1600)
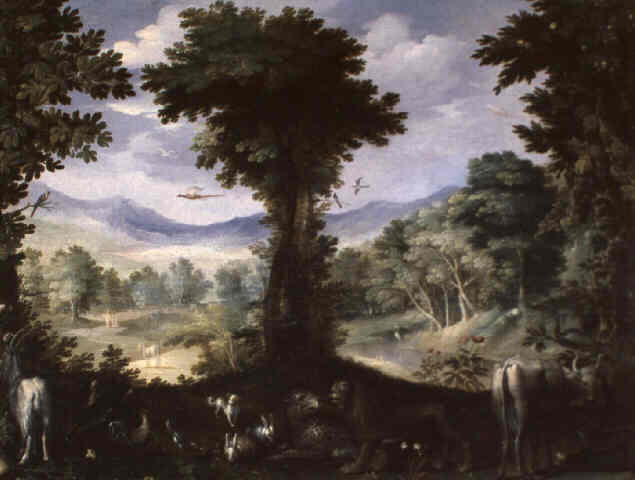
エデンの園